# Шанхайські лицарі
«Шанхайські лицарі» (англ. Shanghai Knights) — фільм США, продовження «Шанхайського полудня», з Джекі Чаном і Оуеном Вілсоном в головних ролях. Фільм вийшов на світові екрани в 2003 році.
Після подій описаних у фільмі «Шанхайський полудень», герої розійшлися — один став шерифом, інший виїхав у пошуках кращого життя в Нью-Йорк. Але за якийсь час Чон Вонг дізнається, що його батька вбито, а імператорську печатку викрадено. В пошуках винних він об'єднується з Роєм і прямує до Лондона.

## Сюжет
У 1887 році китайське Заборонене місто відвідує лорд Нельсон Ретбоун. Разом із загоном найманих убивць «боксерів» він розправляється з охороною і намагається викрасти імператорську печатку. Охоронець печатки, батько Вонга, протистоїть Нельсону, але врешті гине. З останніх сил він просить дочку Лін повернути печатку і передати Вонгу скриньку, закриту на хитромудрий замок.
Тим часом у Карсон-Сіті, штат Невада, Вонг працює шерифом. Він отримує листа від сестри про смерть батька й те, що вбивць слід шукати у Лондоні. Вонг вирішує розшукати свого напарника Роя в Нью-Йорку. Рой працює в ресторані офіціантом після того, як розтратив свою частку золота, отриману раніше. Втім, він пропонує Вонгу переспати за гроші з донькою міського мера. Але мер дізнається про це і Вонг з Роєм змушені тікати. Обоє ховаються в скрині, в якій потрапляють на борт пароплава, що прямує до Англії.
Коли вони прибувають у Лондон, годинник Роя викрадає хлопчик Чарлі. Потім Чарлі схоплюють бандити. Вонг з Роєм рятують хлопчика, але через бійку потрапляють до в'язниці. У Скотленд-Ярді інспектор Арті Дойл дякує обом за перемогу над бандою і звільняє їх. Арті впізнає Вонга з Роєм, про яких читав у Роєвих оповіданнях — щоправда, не вельми успішних. Інспектор показує, що сестра Вонга перебуває під вартою за спробу вбити лорда Ретбоуна. Рой дарує їй свою колоду «щасливих» гральних карт.
Знаючи тепер, що вбивця- це Нельсон, Вонг і Рой думають як проникнути в Букінгемський палац. Вони зустрічають Чарлі, який впускає їх у чийсь маєток, зламавши замок, щоб перечекати дощ. Там вони знаходять запрошення на бал з нагоди 50-иріччя правління королеви Вікторії.
Рой видає себе за генерала «Шерлока Голмса» (він бачить на годиннику в холі ім'я майстра «Шерлока з Голма»), а Вонг — за «Махараджу Невади». Вони стикаються з Ретбоуном, який вихваляється своїми планами зробити Китай колонією Британської імперії. Вонг та Рой пробираються до бібліотеки, в якій Ретбоун сховав печатку. Вонг виявляє за каміном потаємну кімнату, але там його схоплюють охоронці. Лін, використовуючи Роєві карти, відмикає замок у своїй камері та встигає вчасно прибути, щоб урятувати брата й Роя. Проте виявляється, що Ретбоун уже передав печатку Ву Чоу — позашлюбному братові китайського імператора, якого замислив зробити маріонетковим правителем. Коли Вонг, Лін та Рой намагаються захопити печатку, її викрадає Чарлі. В ході бійки за печатку стається пожежа, Лін вибирається через дах, а Вонг з Роєм викрадають авто і женуться за Ретбоуном. Але дорогою авто зазнає аварії біля Стоунхенджу.
Згодом трійця знову зустрічається і переховується у борделі у Вайтчепелі. Рой зізнається, що закохався в Лін, Вонг тоді каже, що Рой їй не пара, та висловлює підозру, що той безплідний, сприйнявши всерйоз його жарти. Рой підслуховує це та ображається. Щоб помиритися, Вонг влаштовує Роєві бій подушками разом з повіями. Тепер Лін ображається на брата та ледве не стає жертвою Джека-різника, якого викидає з мосту. Слідом прибуває Ретбоун і схоплює всіх трьох.
Ретбоун розповідає про свій план захопити трон Британії та окупувати Китай. Також він повідомляє про задум розстріляти королівську родину з кулемета, а провину покласти на Лін. Вонга та Роя Ретбоун наказує втопити, але ті звільняються та знаходять Арті, якого щойно усунули з роботи за втечу Лін.
Завдяки Арті Вонг з Роєм здогадуються, що Чарлі переховується в музеї воскових фігур Тюссо. Рой відбирає в хлопчика печатку, але тут же прибуває Ретбоун і вимагає печатку в обмін на Лін. Рой віддає її, але Ретбоун дотримується обіцянки. Вонга й Арті везуть до в'язниці, проте Чарлі звільняє бранців. Знову завдяки Арті Вонг здогадується, що Ретбоут планує розстріляти королівську родину з кулемета, встановленого на баржі, під час феєрверку.
Вонг пробирається на баржу, рятує сестру, і коли Ву Чоу стає за кулемет, відхиляє приціл. Постріли пролітають над головами присутніх, нікого не вбивши. Вонг перемагає у двобої Ву, в той час як Рой з Арті розшукує Ретбоуна. Ретбоун ховається в Біг-Бені, він скидає Роя з циферблата, але той зачіпляється за уступ. Вонг продовжує двобій з Ретбоуном, однак йому бракує вміння фехтувати. Тоді Вонг перерубує канати платформи, на якій стояв Ретбоун і лиходій падає, розбившись. Однак, і Вонг опиняється разом з Роєм на хвилинній стрілці Біг-Бена. Обоє стрибають на прапор і падають в карету королеви Вікторії.
Королева посвячує Вонг і Роя в лицарі, а Арті дає титул сера (так він стає відомий як сер Артур Конан Дойл). Арті вирішує писати детективи про Шерлока Голмса, надихнувшись псевдонімом Роя. Рой з Вонгом нарешті відкривають скриньку, в якій виявляється камінь з написом, що батько пишається Вонгом. Рой пропонує поїхати до Голлівуду, щоб зайнятися там кіно, і пропонує Вонгу стати актором бойовиків. Побіжно Рой згадує Чарлі, який стане відомий як актор Чарлі Чаплін, хоча поки про це ніхто не здогадується.

## В ролях
- Джекі Чан — Чон Вонг
- Оуен Вілсон — Рой О'Беннон
- Донні Єн — Ву Чоу
- Ейдан Гіллен — лорд Нельсон Ретбоун
- Фанн Вонг — Чон Лін
- Кім Чан — батько Чон Вонга і Чон Лін
- Том Фішер — Артур «Арті» Дойл
- Джемма Джонс — королева Вікторія
- Аарон Тейлор-Джонсон — Чарлі Чаплін
- Олівер Коттон — Джек-Різник
- Том Ву — ватажок «боксерів»
- Костянтин Грегорі — мер Нью-Йорка